# Чайкинский сельский совет
Чайкинский сельский совет (укр. Чайкинська сільська рада, крымскотат. Küçük Tarhan  köy şurası) — согласно законодательству Украины — административно-территориальная единица в Джанкойском районе Автономной Республики Крым, расположенная в северо-восточной части района, в степном Крыму, занимая Сивашский полуостров Тюп-Тархан. Население по переписи 2001 года — 1197 человек, площадь — 59 км².
К 2014 году сельсовет состоял из 2 сёл:
- Чайкино
- Мысовое

## История
Чайкинский сельсовет был образован 21 августа 1990 года путём выделения из Заречненского сельсовета. С 12 февраля 1991 года сельсовет в восстановленной Крымской АССР, 26 февраля 1992 года переименованной в Автономную Республику Крым. С 21 марта 2014 года — аннексирован Россией. Законом «Об установлении границ муниципальных образований и статусе муниципальных образований в Республике Крым» от 4 июня 2014 года территория административной единицы была объявлена муниципальным образованием со статусом сельского поселения.